# Ugg靴

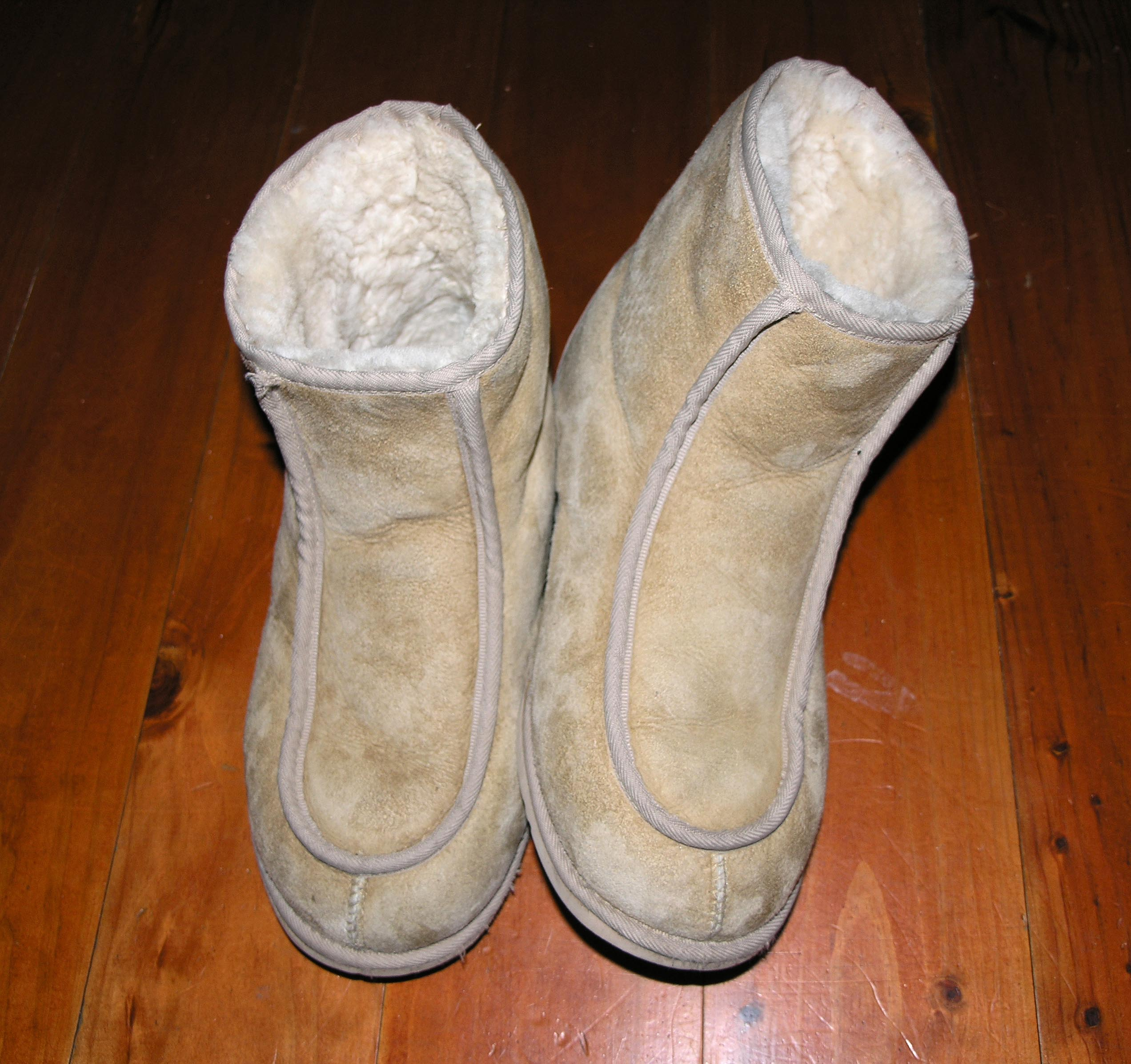
一雙羊皮靴

Ugg靴，或稱“雪地靴”、“羊皮靴”，是一種常見於澳大利亞和新西蘭的羊皮毛制便靴，男女皆可穿著。Ugg靴通常以雙面羊皮製成，内面帶羊毛，外面則經過鞣制，鞋底通常是人造質地。
Ugg靴起源于澳大利亞，在當地是一種實用的保暖便鞋。雖然羊皮靴在原產地主要是作爲便鞋、拖鞋使用，但自60年代開始為衝浪愛好者所青睞，70年代開始傳播到英國和美国的衝浪愛好者群體。由於這種靴子與衝浪和澳大利亞生活方式的聯係，90年代後期澳大利亞羊皮靴在美國成爲時尚式樣，並在2000年后在澳大利亞和新西蘭以外的世界各地開始變爲熱門時尚鞋履，現在甚至有許多商家出售人造材料的廉價仿羊皮靴，以及中國等地製造的廉價羊皮靴，其中最著名的是美國的德克斯公司（Deckers）以大寫“UGG”為商標出售的時尚羊皮靴。但至今Ugg靴在澳大利亞仍主要作爲拖鞋使用，在公衆場合穿著這種靴子被認爲是“邋遢”和“老土”的特徵。

## 歷史

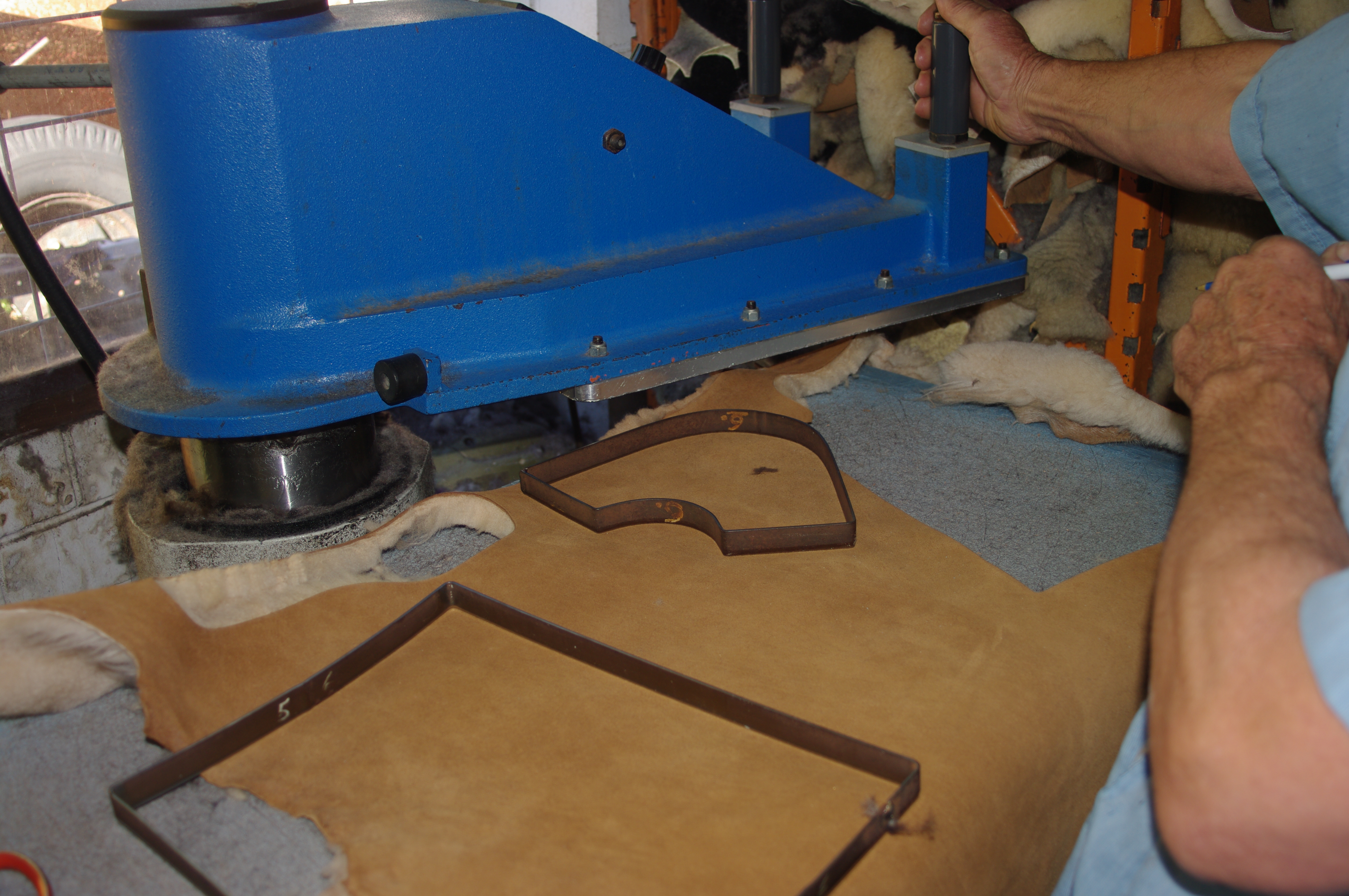
澳洲羊皮靴匠正在切割用來做羊皮靴的羊皮

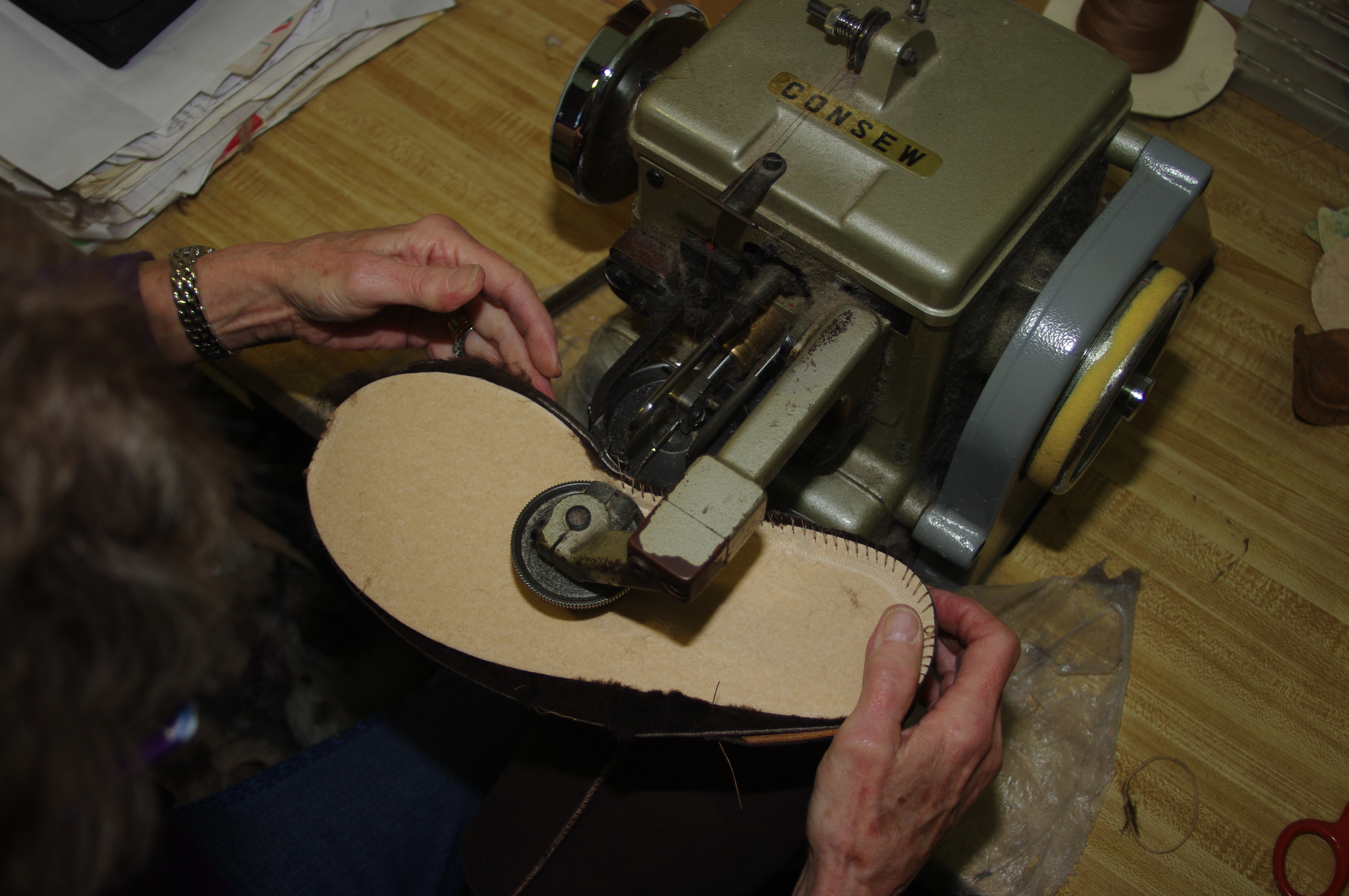
澳洲羊皮靴匠縫合一隻羊皮靴

“Ugg靴”式樣的羊皮靴最早的出現存在爭議，澳大利亞和新西蘭的不同人士都有最早製作這種鞋履的説法。至晚20世紀20年代澳大利亞的農村就出現了手工製作的羊皮靴，但商業化生產在何時開始仍不很清楚。有説法在1933年時，澳大利亞新南威爾士的“藍山羊皮靴”（Blue Mountains Ugg Boots）就已生産Ugg靴。而莫特爾羊皮厰的弗蘭克·莫特爾（Frank Mortel）則稱他在50年代後期開始生産Ugg靴。此外，衝浪愛好者沙恩·斯戴德曼（Shane Stedman）也自稱爲羊皮靴的發明者。西澳珀斯的“Uggs-N-Rugs”則稱自70年代末開始生産羊皮靴。
“Ugg”名稱的起源也有爭議。上述的斯戴德曼曾在1971年在澳大利亞註冊類似的“UGH-BOOTS”商標，並在1982年註冊了“UGH”商標。而上述的莫特爾則稱他在1958年發明了“Ugg”名稱，是因爲他製作了第一雙樣品后，他的妻子認爲很丑，因此他取了英語“丑”單詞（ugly）的第一個音節命名這種靴子的式樣。有些説法認爲此名稱來自較早的類似鞋履，例如第一次世界大戰中皇家空軍飛行員穿著的“fug靴”飛行靴。
澳大利亞最早出現使用“UGG”或“UGH”來銷售羊皮靴的廣告是在70年代，當時既有用這些標識作爲商標的，也有作爲產品通稱使用的。澳大利亞英語的權威詞典《麥覺理字典》（Macquarie Dictionary）在1981年版中第一次收錄了“ugg boot”詞條，釋義是一種羊皮靴的通稱。（斯戴德曼向詞典編委會投訴后，後來版本的詞典中加上註解“UGH”是商標。）
澳大利亞商標局判決中認為有壓倒性的證據支持UGH BOOT（S），UG BOOT（S）和UGG BOOT（S）這些術語可以互換地用來描述特定風格的羊皮靴子，也是人們對這些特殊風格的羊皮靴子的商品第一個最自然聯想得出的描述。這些術語可由黃頁，互聯網，雜誌和字典清晰地看到，已經非常通用了。其他商人在沒有任何不正當的動機下，也會用這些術語來描述這些些特定風格的羊皮靴子。因此，這些術語缺乏區分特定商號显著性和代表性的固有能力。它們在澳大利亞成為描述這些羊皮靴的通用商標。
70年代開始，羊皮靴逐漸受到衝浪愛好者青睞，作爲比賽前後使用的保暖便鞋。同時，悉尼的電影院開始禁止穿著羊皮靴和撕破的牛仔褲等著裝，造成羊皮靴作爲叛逆的象徵在青少年中獲得少許人氣。
現在，各種羊皮鞋履在澳大利亞的鞋類產量中佔大約10%。

## 爭議
和皮革製作類似，製作羊皮靴所用的羊皮是屠宰肉羊的副產品；在多數國家羊隻不會因爲獲取羊皮而被屠宰。由於是副產品，因此羊皮的產量受限於羊肉產業的需求量。最近數年内，由於羊皮靴（特別是“UGG”牌）的銷量擴張，導致羊皮供不應求，僅在2010年到2012年之間羊皮價格就飃升了80%。
作爲動物皮製品，羊皮靴也受到動物權利運動的職責，這些團體特別在美國屢次倡議抵制羊皮靴。
2009年，美國足科醫生提出長期穿著羊皮靴行走對足部健康有害，主要由於缺乏足弓支墊。